# Wszyscy jesteście otoczeni.
Wszyscy jesteście otoczeni. (hangul: 너희들은 포위됐다; hancha: 너희들은 包圍됐다, Neohuideul-eun powidwaessda) – południowokoreański serial telewizyjny emitowany na antenie SBS. Serial był emitowany w środy i czwartki o 22:00 od 7 maja do 17 lipca 2014 roku, liczy 20 odcinków. Główne role odgrywają w nim Lee Seung-gi, Cha Seung-won, Go Ara, Ahn Jae-hyun, Park Jung-min, Oh Yoon-ah oraz Sung Ji-ru.
Serial jest dostępny z napisami w języku polskim za pośrednictwem platformy Viki, pod tytułem Wszyscy jesteście otoczeni..

## Obsada

### Główna
- Lee Seung-gi jako Eun Dae-gu / Kim Ji-yong
  - Ahn Do Gyu jako młody Ji-yong
- Cha Seung-won jako Seo Pan-seok
- Go Ara jako Eo Soo-sun
  - Ji Woo jako młoda Soo-sun
- Ahn Jae-hyun jako Park Tae-il
- Park Jung-min jako Ji Gook
- Sung Ji-ru jako Lee Eung-do

### Posterunek Policji Gangnam
- Oh Yoon-ah jako Kim Sa-kyung
- Im Won-hee jako Cha Tae-ho
- Seo Yi-sook jako Kang Seok-soon
  - Han Yoo-yi jako młoda Kang Seok-soon (odc. 16)
- Jung Se-hyung jako Kim Jae-min

### W pozostałych rolach
- Song Young-kyu jako Jo Hyung-chul
- Jung Dong-hwan jako Yoo Moon-bae
- Moon Hee-kyung jako Yoo Ae-yeon
- Lee Ki-young jako Shin Ji-il
- Lee Yi-kyung jako Shin Ki-jae (syn Ae-yeon)
- Oh Young-shil jako Jang Hyang-sook (matka Soo-sun)

### Gościnnie wystąpili
- Kim Hee-jung jako Kim Hwa-young (matka Ji-yonga, odc. 1, 4, 17)
- Choi Jin-ho jako Park Seung-ho (odc. 1)
- Lee Han-na jako Shim Hye-ji (odc. 1)
- Yang Han-yeol jako Park Min-soo (odc. 1)
- Maeng Bong-hak jako nauczyciel (odc. 1)
- Kim Kang-hyun jako Dokgo Soo, prześladowca (odc. 3–4)
- Choi Young-shin jako Yoon-jung (odc. 3–5)
- Choi Woo-shik jako Choi Woo-shik (odc. 4)
- Kim Min-ha jako Ji-hee, studentka/zakładniczka (odc. 4)
- Jo Hwi-joon jako Seo Joon-woo, syn Pan-seoka (odc. 5)
- Im Seung-dae jako prokurator Han Myung-soo (odc. 5–6, 19–20)
- Choi Woong jako Kim Shin-myung (odc. 5–6)
- Ahn Se-ha jako Lee Young-gu (odc. 5–6)
- Kim Ji-young jako Lee Hyun-mi (odc. 6)
- Baek Seung-hyeon jako Song Seok-won (odc. 8–9)
- Joo-ho jako Song Seok-gu (odc. 8–9)
- Seo Yoon-ah jako Seo Kyung-eun (odc. 16)
- Jung Dong-gyu jako Kwon Hyuk-joo

## Oglądalność
| No. | Data emisji | Oglądalność | Oglądalność |
| No. | Data emisji | TNmS        | AGB Nielsen |
| --- | ----------- | ----------- | ----------- |
| 1   | 2014.05.07  | 11,0%       | 12,3%       |
| 2   | 2014.05.08  | 13,2%       | 14,2%       |
| 3   | 2014.05.14  | 11,5%       | 12,1%       |
| 4   | 2014.05.15  | 14,0%       | 12,8%       |
| 5   | 2014.05.21  | 12,0%       | 12,4%       |
| 6   | 2014.05.22  | 12,3%       | 13,2%       |
| 7   | 2014.05.28  | 12,4%       | 13,6%       |
| 8   | 2014.05.29  | 12,5%       | 12,8%       |
| 9   | 2014.06.05  | 12,4%       | 10,7%       |
| 10  | 2014.06.12  | 10,3%       | 9,6%        |
| 11  | 2014.06.18  | 10,5%       | 10,2%       |
| 12  | 2014.06.19  | 11,6%       | 11,0%       |
| 13  | 2014.06.25  | 12,2%       | 11,1%       |
| 14  | 2014.06.26  | 13,1        | 11,9%       |
| 15  | 2014.07.02  | 11,2%       | 10,7%       |
| 16  | 2014.07.03  | 12,0%       | 11,8%       |
| 17  | 2014.07.09  | 10,8%       | 12,0%       |
| 18  | 2014.07.10  | 11,5%       | 12,9%       |
| 19  | 2014.07.16  | 11,2%       | 11,2%       |
| 20  | 2014.07.17  | 14,2%       | 13,4%       |